# Municipio de Northwest (Arkansas)
El municipio de Northwest (en inglés: Northwest Township) es un municipio ubicado en el condado de Stone en el estado estadounidense de Arkansas. En el año 2010 tenía una población de 438 habitantes y una densidad poblacional de 2,98 personas por km².

## Geografía
El municipio de Northwest se encuentra ubicado en las coordenadas 36°0′17″N 92°14′32″O / 36.00472, -92.24222. Según la Oficina del Censo de los Estados Unidos, el municipio tiene una superficie total de 146.85 km², de la cual 146,83 km² corresponden a tierra firme y (0,01 %) 0,02 km² es agua.

## Demografía
Según el censo de 2010, había 438 personas residiendo en el municipio de Northwest. La densidad de población era de 2,98 hab./km². De los 438 habitantes, el municipio de Northwest estaba compuesto por el 97,95 % blancos, el 0,68 % eran amerindios, el 0,46 % eran de otras razas y el 0,91 % eran de una mezcla de razas. Del total de la población el 0,91 % eran hispanos o latinos de cualquier raza.